# Itamaracá
Itamaracá è un'isola ed un comune del Brasile nello Stato del Pernambuco, parte della mesoregione Metropolitana do Recife e della microregione di Itamaracá. È stata la principale spiaggia di divertimento della popolazione del Pernambuco (regione della città di Recife) e ancora oggi mantiene una forte tradizione turistica.
Separata dal continente, può essere raggiunta in due modi: attraversando il ponte sul fiume Jaguaribe o in barca dalla spiaggia di Maria Farinha. Le spiagge al Sud dell'isola sono abbastanza frequentate però al Nord ancora esistono spiagge con l'aspetto vergine.
È attivo il progetto ambientale creato da IBAMA che si propone di studiare e preservare il lamantino dei Caraibi. Situato nei pressi del Forte di Orange, nel sud dell'isola, dispone di tre oceanarium in cui sono identificati gli animali, trattati e riabilitati per tornare allo stato selvatico.
Ha anche un cinema con proiezioni di documentari sulla storia dell'animale e il bracconaggio che ha quasi estinto la specie. C'è un percorso con monitor che guidano il visitatore e un negozio di souvenir.
È inoltre possibile andare tramite barca sulla Coroa de Aviao, una piccola isola situata nel comune di Igarassu nello Stato brasiliano di Pernambuco.